# Coheed and Cambria
A Coheed and Cambria nevű népszerű progresszív rock/alternatív rock/emo együttes 1995-ben alakult meg a New York állambeli Nyack-ben. Tagjai: Claudio Sanchez, Travis Stever, Josh Eppard, Zach Cooper.
A zenekar 1995-ben jött létre, a rövid életű Toxic Parents, illetve Beautiful Loser  nevű együttesek felbomlása után. Ezeket a zenekarokat Claudio Sanchez és Travis Stever alapították. Nate Kelley volt a harmadik tag. Alapítottak egy új együttest, Shabütie néven. Ezen a néven egy demót és egy középlemezt dobtak piacra. Kelley 1999-ben kiszállt az együttesből.

## Diszkográfia
- The Second Stage Turbine Blade (2002)
- In Keeping Secrets of Silent Earth: 3 (2003)
- Good Apollo, I'm Burning Star IV, Volume One: From Fear Through the Eyes of Madness (2005)
- Good Apollo, I'm Burning Star IV, Volume Two: No World for Tomorrow (2007)
- Year of the Black Rainbow (2010)
- The Afterman: Ascension (2012)
- The Afterman: Descension (2013)
- The Color Before the Sun (2015)
- Vaxis - Act I: The Unheavenly Creatures (2018)
- Vaxis – Act II: A Window of the Waking Mind (2022)
- Vaxis – Act III: The Father of Make Believe (2025)